# Mankyua
Mankyua, monotipski biljni rod trajnica i trajnica padačica iz porodice Ophioglossaceae. Pripada papratnjačama Psilotopsida. 
Jedini predstavnik je kritično ugrožena vrsta M. chejuensis s otočja Cheju u Južnoj Koreji.

## Opis roda
Mankyua chejuense gen. & sp. nov. (Ophioglossaceae) opisano je iz nizinskog močvarnog područja otoka Cheju s južne obale Korejskog poluotoka. Dijagnostički znakovi uključuju: (1) trostruko podijeljen trofofor /cjeloviti sterilni dio lista /; (2) linearni i mesnati sporofor razgranat pri dnu; i (3) puzajući rizom s bujnim korijenjem. Nova paprat je donekle morfološki srodna Helminthostachys i Ophioglossum, ali dovoljno različita da zaslužuje generički status.